# Opel Manta
De Manta was een sportief model van Opel in de jaren zeventig en tachtig. In achttien jaar tijd werden er van de twee generaties - Manta A en Manta B - in totaal 1.056.436 exemplaren gemaakt. De sportiviteit van de seriemodellen zat voornamelijk in uiterlijk en aankleding: technisch was de auto gebaseerd op de modellen die voor het grote publiek bestemd waren.

## Manta A

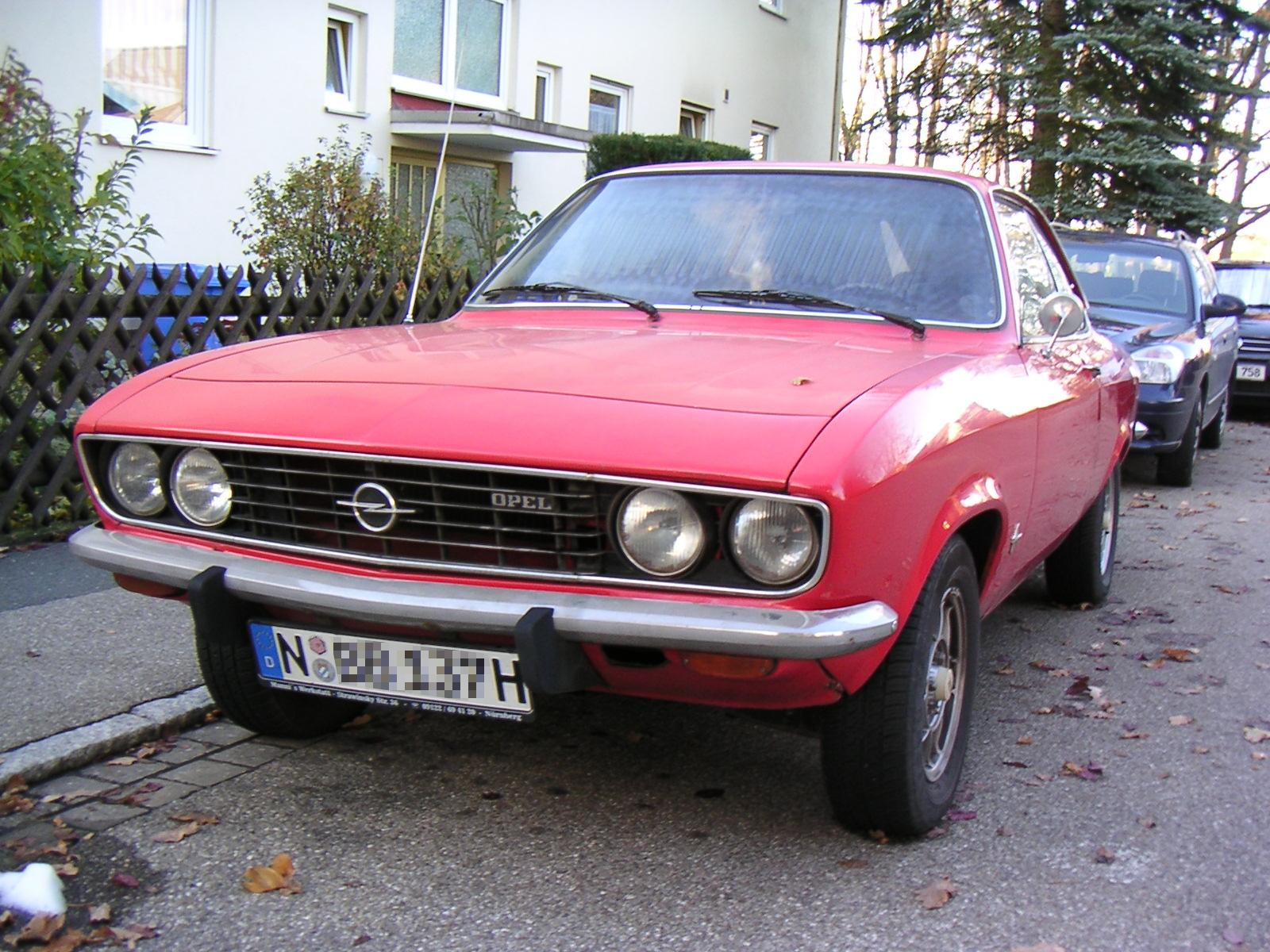
Opel Manta A

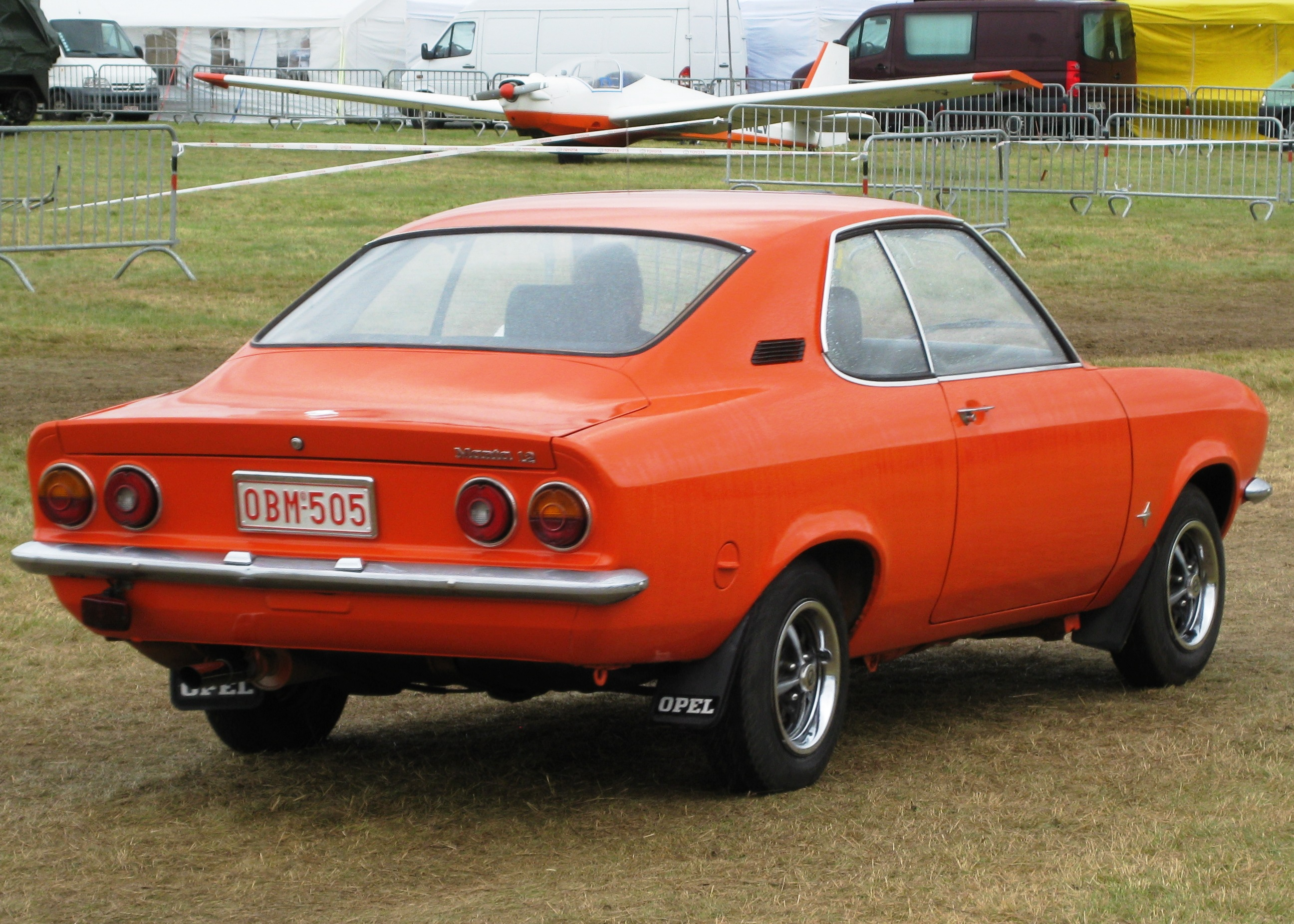
Opel Manta A

De Manta A werd in september 1970 geïntroduceerd en was technisch te beschouwen als het coupémodel van de Opel Ascona uit dezelfde tijd. De Manta was aanvankelijk leverbaar als 1600, 1600S en 1900S. De 1600 was voorzien van één carburateur, die de motor hielp aan een vermogen van 68 pk bij 5200 toeren per minuut. Hiermee was een topsnelheid mogelijk van 150 km/u. De motor in de 1600S had een tweetraps carburateur met een vermogen van 80 pk. De topper van dat moment, de 1900S, had een vermogen van 90 pk bij 5100 tpm, wat hem een topsnelheid gaf van 170 kilometer per uur.
In 1972 werd de serie uitgebreid met een Manta 1200, waarin een motor uit de Opel Kadett zat. Twee jaar later werd er een topmodel aan het programma toegevoegd: de GT/E met benzine-injectie. Door deze inspuittechniek werd uit 1897 cc toch een vermogen gegenereerd van 105 pk, goed voor een top van 190 km/u.
In juli 1975 werd de productie van de Manta A stopgezet, waarna na de bedrijfsvakantie, vanaf september dat jaar de auto opgevolgd werd door de Manta B. De Manta A was een verkoopsucces: 498.553 exemplaren.

### Speciale Opel Manta A versies
Er zijn twee speciale modellen van de Manta A gemaakt. Doel van deze modellen was het leveren van meer vermogen. Beide modellen zijn rond hetzelfde tijdstip gemaakt, rond 1972-73. De modellen zijn de TurboManta en de TE2800.
De TurboManta is de meest bijzondere van deze twee versies. Van dit model zijn er maar 33 gemaakt, waarvan vijf prototypes. Eén model werd gebruikt voor presentaties.
De TurboManta is feitelijk een 1973 SR met een 90 pk 1.9S motor. Het Engelse bedrijf "Broadspeed" werd verkozen om deze turbo Manta's te bouwen. 5 modellen (met het stuur links) werden voor Opel gebouwd. Deze auto's waren bedoeld als prototypes.
Broadspeed kwam met een ietwat speciale oplossing en gebruikte een combinatie van een Holset 3LDG turbocompressor en een carburateur gemonteerd in een grote drukkamer. 
De motor zelf is voorzien van een dikkere koperen koppakking en de compressieverhouding werd verlaagd tot 7,6:1. Het resultaat was een 1,9-liter motor met 156 pk (116 kW), maar veel indrukwekkender was de acceleratie: 0-100 km/u werd gedaan in slechts 7,6 seconden, sneller dan de meeste "supercars" op het moment als de Porsche 911.
Alle vijf auto's waren in "GM signalgelb" (zonnebloem-geel) en hadden een grote zwarte streep aan de zijkant, waarop "TURBOMANTA" stond. Het nadeel van deze auto was brandstofverbruik. 
De turbo maakte de auto erg duur en de ombouwoperatie kostte ook veel geld. Daarom stopte Opel met het project, zodat er feitelijk maar vijf auto's gemaakt zijn.
Maar een Britse ingenieur bij de D.O.T. (Dealer Opel Team, de Britse importeur in Groot-Brittannië en bouwer van Opels) was zo enthousiast over het project, dat hij D.O.T. nog eens 28 auto's liet bouwen. Die waren allemaal gebaseerd op het 1974 Berlinetta-model, dat was het luxe model met automatische transmissie en lichtmetalen velgen. 
Alle 28 auto's waren zwart, met vinyl dakbedekking. Het enige waaraan een Turbo Manta was te herkennen, was de aanduiding "Turbo" achter op de auto.
De TE2800 was een heel ander project. Eigenlijk is de TE2800 niet echt een Opel omdat Opel niets te maken had met het project. Een Belgisch bedrijf met de naam  Transeurop Engineering wilde ook meer motorvermogen in de Manta A. Opel had eerder (1971-72) geprobeerd een 6-cilinder in de auto te plaatsen, maar zonder succes. De auto's waren te duur om te bouwen en de markt werd overweldigd door de tijd met grote motoren auto's. Maar Transeurop Engineering bleef het proberen. Zij namen een 2,8-liter CIH-motor uit de Opel Commodore 2.8GS en plaatsen deze in de motorruimte van de Manta 1.9SR, al dit ging niet zonder problemen.
De radiateur, de motorkap de gehele voorzijde van de wagen, de achteras, de transmissie, alles moest worden gewijzigd. Om de problemen snel op te lossen probeerde Transeurop Engineering Opel mee te krijgen in het project om zo met behulp van Opels eerdere ervaringen de problemen op te lossen, maar zonder geluk. Erger nog, Opel wilde niet eens het merk Opel op de auto's, mocht het project ooit een succes worden. 
De motor was nog steeds de 2,8-litermotor uit de Commodore GS en deze was oorspronkelijk voorzien van 2 Zenithcarburateurs. Het vermogen was 142 pk (106 kW), en met de vierversnellingsbak van Commodore en een 3.18:1-achteras van de auto ging deze in slechts 7,5 seconden naar de 100 km/u. Een totaal van 79 auto's werd gemaakt en verkocht via Opel tuner Steinmetz in Duitsland als TE2800. Alle Opel logos werden van de auto verwijderd en vervangen door het logo "TE".
Steinmetz bood een tune-up kit voor gebruik in de rally en race sport. De afstelling bestond uit aanpassingen aan de cilinderkop, een hogere compressieverhouding, een snelle nokkenas en drie carburateurs, waardoor de auto 230 pk (172 kW) ter beschikking kreeg.
Er bestaat geen twijfel dat de TE2800 de snelste Manta A is die ooit is gemaakt, ook al is het officieel niet een Opel. De auto was sneller dan auto's als de Porsche 911 Carrera van 1973 en de BMW 2002 turbo uit 1973, ook al hadden deze auto's meer motorvermogen. Het lage gewicht van de Manta en de combinatie van de juiste versnelling was het succes. Maar de auto's waren te duur en kostten bijna het dubbele van de prijs van een 105 pk (78 kW) GT/E in 1975.
Op dit ogenblik zijn nog enkele tientallen exemplaren in circulatie. Huidige Prijzen (2025) van de TE2800 schommelen tussen de 55.000 en 65.000 euro voor een exemplaar in orginele,top gerestaureerde staat.

## Manta B

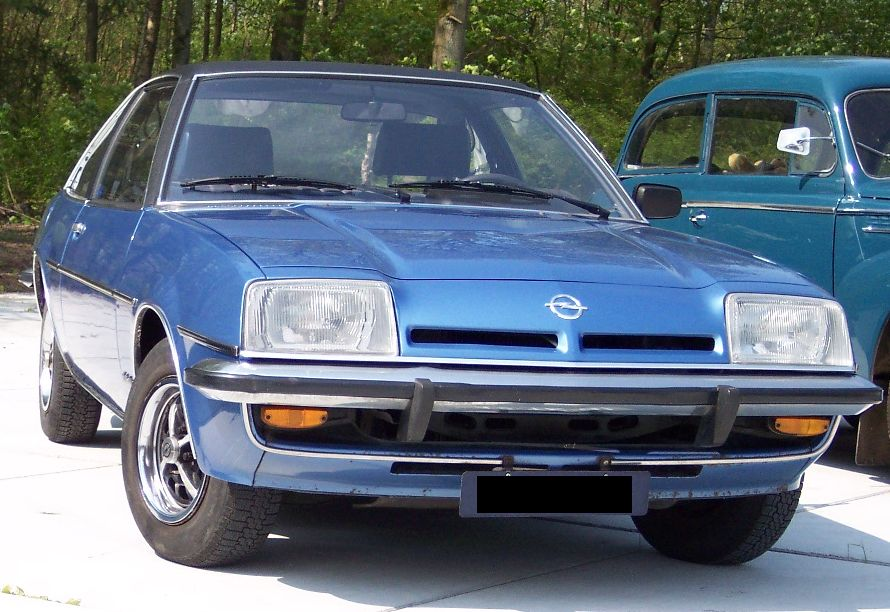
Opel Manta B

In september 1975 kwam de Manta B, de opvolger van de Manta A, op de markt. Deze opvolger was geheel anders dan zijn voorganger, zowel uiterlijk als innerlijk.
De Manta B valt vooral op vanwege zijn nogal hoekige uiterlijk, wat niet bij iedereen direct in de smaak viel. Daarnaast zijn de grote luchtsleuven op de voorkant nadrukkelijk aanwezig. Als vervanging voor de rechthoekige koplampen konden onder andere bij de Duitse Opel huis-tuner Irmscher lampunits met dubbele ronde schijnwerpers aangeschaft worden. Vanaf 1982 werd de Manta B uitsluitend bij Opel Antwerpen gebouwd.
Innerlijk was er hier en daar sprake van verandering ten opzichte van de Manta A.. Gebleven was de achterwielophanging en de vierversnellingsbak. Het motorenprogramma werd echter vernieuwd en uitgebreid. De Manta B werd leverbaar met de 1.2N, 1.2S, 1.3S,1.3N, 1.6N, 1.6S, 1.8S, 1.9N, 1.9S, 2.0S en 2.0E. Vooral de laatste versie was bijzonder vanwege de toegevoegde elektronica met henzine inspuiting; deze zou uiteindelijk ook de 2.0S vervangen.
Deze 2.0E-motor werd vooral als krachtbron voor het GT/E ("E" voor het Duitse Einspritz) model aangewend, dat per modeljaar 1985 omgedoopt werd tot GSi ("I" voor Injection) om met de Volkswagen Golf te kunnen concurreren. Deze modellen waren in tegenstelling tot de voorgaande voorzien van een Getrag-240 vijfversnellingsbak en een grijs Recaro-interieur.
Vanaf 1978 werd de Manta ook verkrijgbaar in driedeursversie, de zogenaamde CC, wat stond voor CombiCoupé. Deze stond vooral bekend om zijn sterk vergrote ruimte in interieur en kofferbak.
De snelste versies heetten Manta i200 (1983-1984) en i240 (1984-1986), met als doel om homologatie te krijgen voor de rallysport. De i200 was een 2.0E met 125 pk door montage van een speciale Irmscher motorkit, bestaande uit een scherpe nokkenas, dikkere koppakking en een aanpassing in de inspuit computer. In het interieur heeft het model speciale Recaro stoelen met Opel Sport logo's (net als in de i400) en een speciaal lederen Irmscher sportstuur. Uiterlijk heeft het uitsluitend in wit geleverde model een GTE voorspoiler, dubbele ronde koplampen, de van de i400 bekende achterspoiler en rondom de kleuren belijning van "Rothmans"; de sponsor van het Rothmans Opel Rallyteam in 1982 en 1983. De i240 was een 2.4E met 136 pk. Deze versie, welke uitsluitend in het grijs en zwart werd geleverd, had vrijwel dezelfde extra's als de i200.
De i400 (1981-1984) was een model op zich, met optioneel verbrede wielkasten, optionele dubbele ronde halogeen koplampen en een grote spoiler op de kofferbakklep. Ook is er door Irmscher een i300 (1985-1986) op de markt gebracht, waarin een 3 liter zescilinder uit bijvoorbeeld de Opel Omega was geïnstalleerd. De straatversie van deze i300 had 177 pk, accelatie van 0-100 in 8,4 sec en een topsnelheid van 220 km per uur. 
Het onderstel van de i400 Manta B was flink aangepast: het was een vijfbouts onderstel met de achteras van de Opel Commodore, die voor meer tractie moest zorgen. De motor van de i400 was een 2,4 liter 16v injectie met een vermogen van 144 pk in straatversie (tot 300 pk in rally groep B versie, fase 3, uitgerust met 2 dubbele Weber DCOE 50 carburateurs). Bekende internationale rally rijders in de Manta B 400 waren: Henri Toivonen, Ari Vatanen, Jimmy McRae, Jochi Kleint (invaller) en Guy Frequelin voor het Rothmans Opel Rally Team seizoen 1983, Rauno Aaltonen, Sepp Haider, Erwin Weber, Penti Airikkala (invaller) voor het Opel Euro Händler Team (1984-1985), Russel Brookes, Jimmy McRae, Bertie Fisher, Austin McHale, Andy Coleman (invaller) voor GM Dealer Sport Opel-Vauxhall UK (1984-1987), Guy Colsoul-Alain Lopez voor het Opel Bastos Rally Team Belgium (1984-1987) en in 1986 en 1987 ook voor ODTH (Opel Dealer Team Holland). 
In Nederland reden Jan van der Marel (1984-1986), Henk Vossen (1984-1985), Harry Doosje (1984-1985), Paul Maaskant en Maurice Bergsteyn (1989) het rallykampioenschap in de Manta B 400.

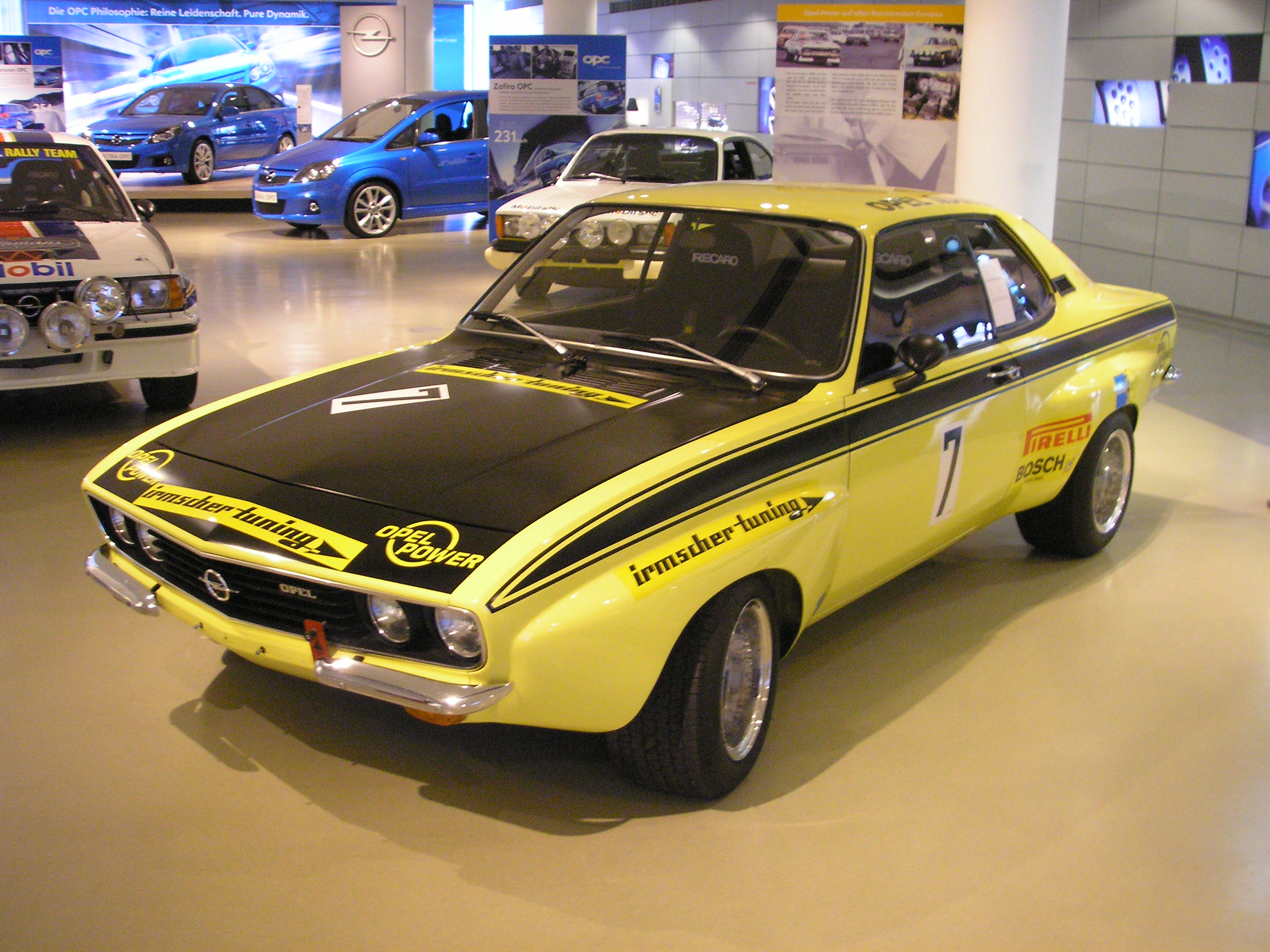
Race-uitvoering van de Manta A

De laatste Opels Manta werden vanaf augustus 1987 als "GSI Exclusive" op de markt gezet. In eerste instantie werden Manta's door Irmscher voorzien van accessoires voordat ze verkocht werden, later gebeurde dit al af fabriek bij Opel Antwerpen. De "GSI Exclusive" had als extra airconditioning, dubbele ronde H4 halogeen koplampen en een driedelige achterspoiler. Ook de velgen hadden een afwijkende kleurstelling. In Zweden en Zwitserland werd deze Exclusive versie ook nog voorzien van een ongeregelde katalysator.
Op zondag 28 augustus 1988 rolden de laatste Manta's B "GSI Exclusive" uit de Opel fabriek te Antwerpen en na de bedrijfsvakantie kwam er vanaf september 1988 na dertien jaar productie een einde aan het Manta B-tijdperk met de opvolging door de Calibra, die voorzien was van voorwielaandrijving. Van het B model zijn er 557.940 stuks voor de Europese en 180.304 voor de Britse markt geproduceerd. Het uiteindelijke productieaantal van de Manta B komt hiermee op 738.244.

## Trivia
- In Duitsland werden Manta-rijders in de jaren 80 Manni's genoemd, Manni slaat zowel op de naam Manfred als op Opel Mantafahrer = Opel Manta-rijders. Er is een hele cultus ontstaan rond de Opel Manta, van moppen (Mantawitze) tot gezelschapsspelen en bioscoopfilms.

Een voorbeeld van zo'n Mantawitz:
Vraag: Wat blijft er over als een Opel Manta verbrandt?
Antwoord: Een gouden kettinkje en een huilende kapster.
- De Manta B is de geschiedenis ingegaan als het Opelmodel met de langste productieduur: hij werd dertien jaar lang geproduceerd (van september 1975 tot juli 1988), hoofdzakelijk in de Opel fabriek in Antwerpen (in de beginjaren ook tijdelijk in het Duitse Rüsselsheim).
- De Manta wordt gebruikt in Chris & Co als de auto van Snelle Eddy.
- Er zijn ook drie Duitse films gemaakt getiteld Manta Der Film (1991),  Manta Manta (1992) en Manta Manta 2 (2023).
- De Manta B wordt ook gebruikt als auto in de televisieserie New Kids en meerdere in de beide New Kids films.
- Muziekgezelschap De Zjoem bracht in 2019 het nummer 'Opel Manta' uit, waarin de hoofdpersoon het meisje van zijn dromen verliest aan een veel stoerdere opponent met een Opel Manta.